# Helena Hryszko
Helena Hryszko (ur. 1944, zm. 17 maja 2025) – polska plastyczka, profesor sztuk plastycznych.

## Życiorys
Była absolwentką Uniwersytetu Mikołaja Kopernika w Toruniu, w 1999 r. otrzymała tytuł profesora sztuk plastycznych. Pracowała w Katedrze Konserwacji i Restauracji Tkanin Zabytkowych na Wydziale Konserwacji i Restauracji Dzieł Sztuki Akademii Sztuk Pięknych w Warszawie.